# Чорли (район)
Чорли (англ. Chorley) — район (англ. non-metropolitan district) со статусом боро в церемониальном неметрополитенском графстве Ланкашир, административный центр — город Чорли.
Район расположен в южной части графства Ланкашир, на юге граничит с Большим Манчестером.

## Состав
В состав район входят 23 общины (англ. Parish councils):
1. Адлингтон
2. Андертон
3. Англзарк
4. Астли-Виллидж
5. Бретертон
6. Бриндл
7. Чарнок-Ричард
8. Клейтон-ле-Вудс
9. Коппулл
10. Кростон
11. Кьюрден
12. Эклстон
13. Экстон
14. Хипи
15. Хит-Чарнок
16. Хескин
17. Хотон
18. Модсли
19. Ривингтон
20. Алнс-Уолтон
21. Уилтон
22. Уитл-ле-Вудс
23. Уитнелл.